# Ministre de l'Interior del Regne Unit
El Secretari Principal de l'Estat de Sa Majestat per al Departament d'Interior, comunament conegut com a Ministre de l'Interior (Home Secretary, en anglès), és el ministre responsable del Ministeri de l'Interior del Regne Unit, un dels quatre Grans Oficines d'Estat. El ministre de l'Interior és des del seu nomenament el 5 de juliol de 2024 pel primer ministre, Keir Starmer, l'Honorable Yvette Cooper.
El ministre de l'Interior és responsable dels assumptes interns d'Anglaterra i Gal·les, i d'immigració i nacionalitat per al conjunt del Regne Unit. El mandat del Ministeri de l'Interior també inclou les funcions policials d'Anglaterra i Gal·les i els assumptes de la seguretat nacional, com ara el Servei de Seguretat, MI5, què és directament responsable davant el Ministre de l'Interior. Anteriorment, el ministre de l'Interior era el ministre responsable de les presons i de llibertat condicional a Anglaterra i Gal·les, però, el 2005 aquestes responsabilitats van ser transferides al nou Ministeri de Justícia depenent del Lord canceller.